# FC 시비리 노보시비르스크
FC 시비리(Футбольный Клуб Сибирь)는 러시아의 노보시비르스크를 연고로 했던 축구 클럽으로 스파르타크 경기장을 홈구장으로 사용했었다.
2018-19 시즌이 끝나고 3부 리그로의 강등이 결정되고 난 후에 구단은 프로 자격을 신청하지 않으며 사실상 해체 수순에 들어갔고 이에 노보시비르스크를 연고로 하는 새 팀인 FC 노보시비르스크가 창단되었다.

## 역사
1936년에 설립된 시비르는 팀의 명칭에 많은 변화가 있었다.
- 1936-37 : FC 부레베스트니크 (Буревестник)
- 1938-56 : FC 크릴리야 소베토프 (Крылья Советов)
- 1957-65 : FC 시셀마쉬 (Сибсельмаш)
- 1970 : FC SETM (СЭТМ)
- 1971 : FC 제르즈네츠 (Дзержинец)
- 1972-1991 : FC 치칼로베츠 (Чкаловец)
- 1992 : FC 치칼로베츠-FoKuMiS (Чкаловец-ФоКуМиС)
- 1993-99 : FC 치칼로베츠 (Чкаловец)
- 2000-05 : FC 치칼로베츠-1936 (Чкаловец-1936)
- 2006-현재 : FC 시비리 (Сибирь)

팀은 1937년부터 소비에트 연방 리그에 참여해 왔다. 주로 2부리그나 3부리그에서 플레이해왔다. 그러다가 소비에트 연방에서 러시아로 바뀌던 1992년에 새롭게 생겨난 러시아 1부 리그에 참가하게 되었고, 1994년에는 러시아 2부 리그로 강등되었다. 1994년시즌에 승격에 성공한 뒤에 1996년 시즌까지 1부 리그에서 플레이해왔다. 1996년시즌 종료후 2부리그로 강등되었다.
2000년에 팀은 올림픽 노보시비르스크와 합병하고, 팀명을 FC 치칼로베츠-1936 로 바꾼 다음에 아마추어 리그에서 플레이하였다. 2000년 시즌이 끝난 후 2부리그로 승격하였으며, 2004년에는 1부리그에 승격하게 되었다.

## 역대 성적
- 러시아 2부 리그 (3부리그)

시베리아존 우승 : 1994
이스트존 우승 : 2004
이스트존 준우승 : 1998, 2002
- 러시아 KFK 리그 (4부리그)

시베리아존 우승 : 2000

## 역대 감독
| 감독            | 임기 |
| --------------- | ---- |
| 발레리 시마로프 | 2003 |